# Macbeth (1971)
Macbeth is een Brits-Amerikaanse dramafilm uit 1971 onder regie van Roman Polański. Het scenario is gebaseerd op het gelijknamige treurspel uit 1606 van de Engelse toneelschrijver William Shakespeare.

## Verhaal
Macbeth vermoordt de koning van Schotland en eist zijn troon op. Zijn vrouw begint van schuld te hallucineren en de zoon van de vermoorde koning wil zich wreken op Macbeth.

## Rolverdeling
| Acteur          | Personage     |
| --------------- | ------------- |
| Jon Finch       | Macbeth       |
| Francesca Annis | Lady Macbeth  |
| Terence Bayler  | Macduff       |
| Martin Shaw     | Banquo        |
| John Stride     | Ross          |
| Nicholas Selby  | Koning Duncan |
| Stephan Chase   | Malcolm       |
| Paul Shelley    | Donalbain     |